# International Business Times
El International Business Times o IBTimes es un periódico digital estadounidense de noticias y opinión sobre el comercio, negocio y el mundo empresarial. El periódico tiene cinco ediciones en inglés: Australia, Estados Unidos, la India, Reino Unido y Singapur. El periódico recibe más de 40 millones de lectores al mes. En 2013 tuvo ganancias de $21 millones (USD).
El International Business Times se fundó en 2005 y sus dueños son IBT Media. Sus fundadores son Etienne Uzac y Johnathan Davis. Su sede está ubicada en el Distrito Financiero de Manhattan en Nueva York, Estados Unidos.